# Още по едно
„Още по едно“ (на датски: Druk) е датски игрален филм от 2020 година на режисьора Томас Винтерберг. Прави дебюта си на филмовия фестивал в Торонто на 12 септември 2020 година и е датското предложение за Оскар за най-добър международен филм на 93-тите награди Оскар.
Първоначално премиерата му е планирана за кинофестивала в Кан, но е отменена поради пандемията от коронавирус.

## Сюжет
Внимание:  Текстът по-долу разкрива сюжета на произведението (или части от него)!
Мартин, Томи, Питър и Николай са приятели и колеги учители в датска гимназия. След взаимно събиране за отпразнуване на рождения ден на Николай, четиримата решават да изпитат теорията на норвежкия психиатър Фин Скардеруд, според когото човек се ражда с излишни 0,05 промила алкохол в кръвта. Мартин, който е депресиран заради проблеми в брака си, решава да започне да пие по време на работа, като останалите решават да последват примера му, след като наблюдават първоначалния успех с учениците му.
Експериментът започва успешно за всички, но с течение на времето групата решава да увеличи промилите, докато четиримата не решават да опитат как ще им повлияе тежкото пиянство. Качеството на живота им се влошава сериозно като изпадат в унизителни ситуации. Семействата им разбират за тяхното пиянство, както и колегите им в работата. След като разбират, че са стигнали далеч, четиримата решават да прекратят експеримента. Томи обаче не успява да спре, превръща се в алкохолик и умира вероятно от самоубийство.
Филмът завършва с абитуриентския бал на учениците им и тяхното празненство, на което останалите трима от учителите отново прекаляват с алкохола.

## Премиера
Филмът прави официалната си премиeра за България на София Филм Фест 2021.

## В ролите
- Мадс Микелсен - Мартин
- Томас Бо Ларсен - Томи
- Ларс Ранте - Питър
- Магнус Миланг - Николай
- Мариа Боневи - Аника
- Сусе Уолд - Ректор